# François de Foix Candale
François de Foix-Candale  lub Franciscus Flussas Candalla. (ur. 10 sierpnia 1512, zm. 5 lutego 1594) – najmłodszy syn Fryderyka de Foix oraz Franciszki de Rochefoucauld, biskup Aire, który przeszedł do historii jako ogólnie szanowany naukowiec, matematyk i alchemik. 
Agrippa d’Aubigné opisał dzieje jego laboratorium, w którym wyprodukował lecznicze, sławne panaceum o nazwie Eau de Candale (Woda Candala). W 1566 przygotował słowo wstępne i łaciński przekład Elementów geometrii Euklidesa, powtórzone w wydaniach z lat 1578 oraz 1602. Holendrzy uważają, że to wydanie, przetłumaczone na holenderski (1695, wcześniejsze wydania były niepełne), pozwalające opanować geometrię, w następnym wieku pozwoliło Holandii wejść w złoty okres rozwoju. Dzięki znajomości geometrii Północna Holandia stała się światowym liderem na polu nawigacji, kartografii i astronomii.
W 1574 Foix de Candale opublikował w Bordeaux nowe łacińskie tłumaczenie Hermesa Trismegistosa pod tytułem Pimandras utriaque lingua restitutus. Wydanie dedykowane Maksymilianowi IV, było dwujęzyczne, na lewych stronach umieszczono tekst łaciński natomiast na prawych tekst grecki zaczerpnięty z wydania Turnebusa z poprawkami dokonanymi przez Scaligera. Tam, gdzie wersja grecka Turnebusa odbiega od wersji łacińskiej Foix dodaje na marginesie odpowiednie adnotacje.